# (18623) Pises
(18623) Pises (1998 DR13) – planetoida z pasa głównego asteroid okrążająca Słońce w ciągu 4,79 lat w średniej odległości 2,84 j.a. Odkryta 27 lutego 1998 roku.